# Emdrupparken (idrætsanlæg)
Emdrupparken er et idrætsanlæg i Bispebjerg, København NV som er hjemsted for fodboldklubben KFUMs Boldklub, København, KFUMs Tennisklub, KFUM Badminton og KFUM København Håndbold.
Emdrupparkens Idrætsanlæg hører under Københavns Kommune og er dermed et kommunalt idrætsanlæg.
Anlæggets brugere er primært KFUM København relaterede klubber samt den nærliggende Holbergskolen.